# Mamadou Tandja
Mamadou Tandja (Maïné-Soroa, África Occidental Francesa; 1938-Niamey, Níger; 24 de noviembre de 2020) fue un político y militar nigerino, presidente de Níger desde el 24 de noviembre de 1999 hasta el 18 de febrero de 2010, cuando fue derrocado y detenido por militares, en medio de una polémica por la extensión de su mandato. Fue asimismo coronel del ejército del Níger.

## Biografía
Ministro de Interior durante la presidencia del general Ali Seibou, Tandja dirige la represión de la revuelta tuareg en el Ténéré en 1990. Al menos doscientos tuaregs son arrestados, torturados y ejecutados sin juicio tras el ataque de la gendarmería de Tchin-Tabaraden en la región de Tahoua el 7 de mayo de 1990. Los tuaregs reclaman un tratamiento igualitario en la administración.
La conferencia nacional nigerina de 1991 aprueba la celebración de elecciones multi-partitas: legislativas el 14 de febrero de 1993 y presidenciales el 27 de febrero y 30 de marzo. En la primera vuelta de las elecciones presidenciales, Tandja, candidato del antiguo partido único, el Movimiento Nacional por la Sociedad en Desarrollo o MNSD obtiene un 34,22% de los votos por delante de Mahamane Ousmane, candidato a la cabeza de una alianza de partidos de oposición que consigue un 26,59%. En la segunda vuelta, Ousmane gana la totalidad de los votos y las elecciones con una participación muy reducida (35%).
El 27 de enero de 1996, el general Ibrahim Baré Maïnassara derroca al presidente Ousmane y organiza elecciones presidenciales en julio de 1996. Tandja se presenta pero solo obtiene la tercera plaza con 15,65% en la primera vuelta y no puede participar en la segunda. El presidente saliente, general Ibrahim Baré Maïnassara resulta vencedor en el escrutinio contra Mahamane Ousmane.
Tras el asesinato del general Baré en abril de 1999 y la toma del poder por parte del comandante Daouda Mallam Wanké, unas nuevas elecciones presidenciales sin fraude notable tuvieron lugar en noviembre de 1999. Tandja recibió el 32% de los votos en la primera vuelta y venció al antiguo primer ministro Mahamadou Issoufou en la segunda vuelta con un 60% de los votos. Tandja comenzó su mandato el 22 de diciembre de 1999.
Al mismo tiempo que las elecciones presidenciales tuvieron lugar las legislativas, en las cuales resultó victorioso el MNSD de Mamadou Tandja. El nuevo presidente nombra primer ministro a Hama Amadou.
Tandja dio algunas prioridades a su mandato: primeramente restablecer los contactos con los arrendadores de los fondos internacionales y ofrecerles garantías de estabilidad y de liberalismo económico; prioridad crucial ya que el Níger, país que se encuentra entre los más pobres del mundo, depende en gran proporción de las ayudas internacionales. Pero los recortes de Tandja en los presupuestos de educación y sanidad, la reducción de los efectivos de la función pública nigerina, el retraso del cargo de funcionarios y militares hasta los 18 meses causan un descontento generalizado entre la población que se transforma en manifestación de estudiantes en el campus de la Universidad de Niamey en 2001 y en un amotinamiento de unidades de militares en 2002. Por miedo a que las manifestaciones se extiendan, Tandja domina el amotinamiento y controla la prensa para que no hable de ello.
En las elecciones presidenciales de noviembre de 2004, Tandja se vuelve a presentar. En la primera vuelta Tandja obtiene una amplia ventaja sobre otros cinco candidatos (40,7% de los votos) y en la segunda vuelta vence a Mahamadou Issoufou con un 65,5% de los votos obteniendo así un segundo mandato. El candidato Issoufou denuncia fraudes electorales en las regiones desérticas del norte, pero es poco probable que la amplitud de los fraudes sea la responsable de cambiar el resultado de las elecciones.
El 19 de enero de 2005, durante la 28.ª cumbre en Acra (Ghana), Mamadou Tandja fue elegido presidente de la Comunidad Económica de Estados del Oeste de África, sucediendo al ghanés John Kufuor.
Para las elecciones de noviembre de 2009 Tandjo dijo que el pueblo quería que se extendiera el período y seguir en el poder. Ese mismo año, en 2009 suspendió la constitución y convocó a una reforma que le permitiera perpetuarse en el poder, aprobada por la asamblea nacional.
El 18 de febrero de 2010 un golpe de Estado dirigido por Salou Djibo entró a la casa presidencial y arrestó al presidente y a su gabinete haciéndose con el poder. Los militares alzados señalaron que quería hacer a este país una nación libre y democrática, y la causa del golpe fue por la extensión del mandato presidencial de Tandjo.
Tras haber estado en arresto domiciliario en el Palacio Presidencial desde su derrocamiento, el 17 de enero de 2011 Mamadou fue encarcelado por el Consejo Supremo Provisional en una cárcel a las afueras de Niamey, días antes de realizar elecciones presidenciales. La Junta Militar le acusa de haberse enriquecido ilícitamente, habiendo malversado fondos públicos por importe de 98 millones de euros.